# Amazing Love (KinKi Kidsの曲)
『Amazing Love』（アメージング ラブ）は、KinKi Kidsの45枚目のシングル。2022年7月27日に発売された。発売元はジャニーズ・エンタテイメント・レコード。

## 解説
KinKi Kidsのデビュー25周年イヤー第2弾シングル。2022年6月20日放送の冠ラジオ『KinKi Kids どんなもんヤ!』でリリースがフライング告知され、翌日の一般情報解禁と同時にYouTubeでティザー映像が公開された。
本作は初回盤A（CD+Blu-ray/DVD）、初回盤B（CD+Blu-ray/DVD）、通常盤（CDのみ）に加え、ファンへの感謝として、ファンクラブ会員限定仕様のファンクラブ盤（CD+Blu-ray/DVD+GOODS）が発売された。ファンクラブ盤はジャニーズショップオンラインストア限定商品として2022年6月22日から7月3日までの申し込み限定で、数量限定で発売された。
表題曲「Amazing Love」は作曲をデビュー曲「硝子の少年」や「ジェットコースター・ロマンス」を手がけた山下達郎に依頼。そして作詞は2人でできないだろうかという本人達の希望が叶い、KinKi Kidsが共同作業で詞を手掛けることが決定した。最初に光一が作詞し、光一が部屋を退出した後に剛が曲をその場で聞き、浮かんだ歌詞を打ち込んではまた退出するといった作業を6時間ほど繰り返し、完成した。曲へのアプローチや方向性において2人の間にズレが無かったため、お互いが出したワードが自然と発展していったという。出来上がった歌詞を山下に送ったところ、山下がその歌詞で仮歌を作ったため、2人はそれを聴いてレコーディングに臨んだ。制作の過程では2人共、山下のモノマネをしていたことを明かしている。歌詞にも出てくる「君と僕の声」という言葉は、7月から8月にかけて東京と大阪で開催された『24451〜君と僕の声〜』のサブタイトルにも採用された。
カップリング曲「Midnight Rain」は竹内まりやが作詞・作曲を担当したマイナーコードのラブバラードで、ドリーミーなポップス｢Amazing Love｣とは対照的な楽曲。夫婦で今回のシングルに携わってもらったことに対し、2人は「これすごくない？」「とんでもないこと」と気持ちを述べている。
2022年7月17日にKinKi Kids公式YouTubeチャンネルが開設され、同年7月20日午後23時50分より25分に渡り、メンバーふたりが東京ドームから生配信した。そして配信終了直後、「KinKi Kids Youtube Original Live 第一弾」として『Amazing Love -YouTube Original Live-』を同チャンネルにて公開した。
2022年12月31日放送の『第73回NHK紅白歌合戦』で、「25th Anniversary Medley」として「硝子の少年」と共に「Amazing Love」を披露した。

## 特典・仕様
いずれも3面6Pジャケット（デザインは異なる）。先着購入特典として、初回盤A・初回盤B・通常盤の3仕様同時購入で「24451 anniversary扇子」が配布された。
初回盤A
- 特典映像「Amazing Love Another Music Video & Making」収録

初回盤B
- 特典映像「Tatsuro Yamashita Songs Special Session」収録

通常盤
- KinKi Kids作詞・作曲のカップリング曲「HEART」収録

ファンクラブ盤
- スペシャルBOX仕様
- オリジナルグッズ（「硝子の少年」から「高純度romance」までの歴代ジャケット写真や25周年のロゴがあしらわれた『KinKi Kids 25th Anniversary オリジナルトランプ』封入

## チャート成績
前作『高純度romance』を超え、初週23.5万枚を売り上げて8月8日付「オリコン週間シングルランキング」で初登場1位を獲得。デビューからのシングル連続1位獲得作品数を45作、シングル連続1位獲得年数26年も自己更新した。また、同日付けでシングル総売上枚数も2001.3万枚を記録した。

## 収録曲
クレジット出典

### 初回盤A

#### CD
1. Amazing Love
作詞：KinKi Kids / 作曲・編曲：山下達郎 / ストリングスアレンジ：室屋光一郎
2. Midnight Rain
作詞・作曲：竹内まりや / 編曲：武部聡志
3. Amazing Love -Backing Track-

#### Blu-ray/DVD
約22分収録。
- Amazing Love Music Video & Making

### 初回盤B

#### CD
1. Amazing Love
2. Midnight Rain
3. Midnight Rain -Backing Track-

#### Blu-ray/DVD
約10分収録。
- Tatsuro Yamashita Songs Special Session
KinKi Kidsを25年間支え続ける吉田建率いるスペシャルバンドで山下作曲の「Amazing Love」「Kissからはじまるミステリー」を演奏するセッション映像[9]。

### 通常盤

#### CD
1. Amazing Love
2. Midnight Rain
3. HEART
作詞・作曲：KinKi Kids / 編曲：斉藤伸也(ONIGAWARA)、Gakushi
4. HEART -Backing Track-

### ファンクラブ盤

#### CD
1. Amazing Love
2. Midnight Rain

#### Blu-ray/DVD
約139分収録。
- KinKi Kids Concert 2022 at Tokyo Dome
2022年1月1日に東京ドームで行われた『KinKi Kids Concert 2022』を全編収録[9]。

## 演奏
Amazing Love
- 山下達郎：Computer Programming, Drum Programming, Electric Guitar, Acoustic Guitar, Keyboards, Percussion & Background Vocals
- 橋本茂昭：Computer Programming, Synthesizer Programming
- 室屋光一郎ストリングス：Strings

Midnight Rain
- 鶴谷智生：Drums
- 須長和広：Bass
- 遠山哲朗：Guitar
- 武部聡志：Keyboards
- 今野均ストリングス：Strings
- 豊田泰孝：Manipulator
- ko-saku：Chorus

HEART
- 堂本剛：Electric Guitar
- Tomoya Murata：Acoustic Guitar
- shytoshinya, Gakushi：Programming

## 映像作品
Amazing Love
- KinKi Kids Concert 2022-2023 24451〜The Story of Us〜
- P album（初回盤A）
- KinKi Kids Concert 2023-2024 〜Promise Place〜
- 39 Very much

Midnight Rain
- KinKi Kids Concert 2022-2023 24451〜The Story of Us〜（初回限定盤）